# Shenyang J-15
Il Shenyang J-15 Flying Shark (Cinese: 歼-15; 飞鲨, Fēishā), è un caccia imbarcato multiruolo in servizio dal 2013 con la marina militare della Repubblica Popolare Cinese. Sviluppato dalla Shenyang Aircraft Corporation, l'aereo è strutturalmente basato sul progetto sovietico del Sukhoi Su-33, con l'utilizzo di tecnologie e avionica di produzione nazionale, derivate dal programma per lo sviluppo dello Shenyang J-11.
Un prototipo non completato di Su-33, il T-10K-3, venne acquisito dall'Ucraina nel 2001 e studiato intensivamente dai progettisti della versione cinese, portando allo sviluppo del J-15.
Il primo volo è avvenuto 31 agosto 2009 e l'entrata in servizio è avvenuta in concomitanza con la piena operatività della prima portaerei, la Liaoning (portaerei), nel settembre del 2012.

## Versioni
- J-15S – Versione biposto del J-15A che ha volato per la prima volta il 4 novembre 2012.[1]
- J-15T – Versione riconoscibile per l'attacco alla catapulta sul carrello anteriore, destinato a portaerei con catapulte elettromagnetiche, di cui la marina si doterà in futuro.[1] Primo volo luglio 2016.[1]
- J-15D/J-17 – Versione SEAD del biposto J-15S dotata di 2 pod EW, pod subalari ECM, missili antiradar, ma priva dell'IRST e del carrello rinforzato per l'uso da portaerei.[7]

## Utilizzatori
Cina
- Zhōngguó Rénmín Jiěfàngjūn Hǎijūn Hángkōngbīng

24 J-15A consegnati.

## Velivoli comparabili
- Sukhoi Su-33
- Shenyang J-11B
- Dassault Rafale
- McDonnell Douglas F/A-18 Super Hornet